# Aphanius iberus
Aphanius iberus е вид лъчеперка от семейство Cyprinodontidae. Видът е застрашен от изчезване.

## Разпространение
Разпространен е в Испания.

## Описание
На дължина достигат до 5,4 cm.
Популацията на вида е намаляваща.